# Präventive Konservierung

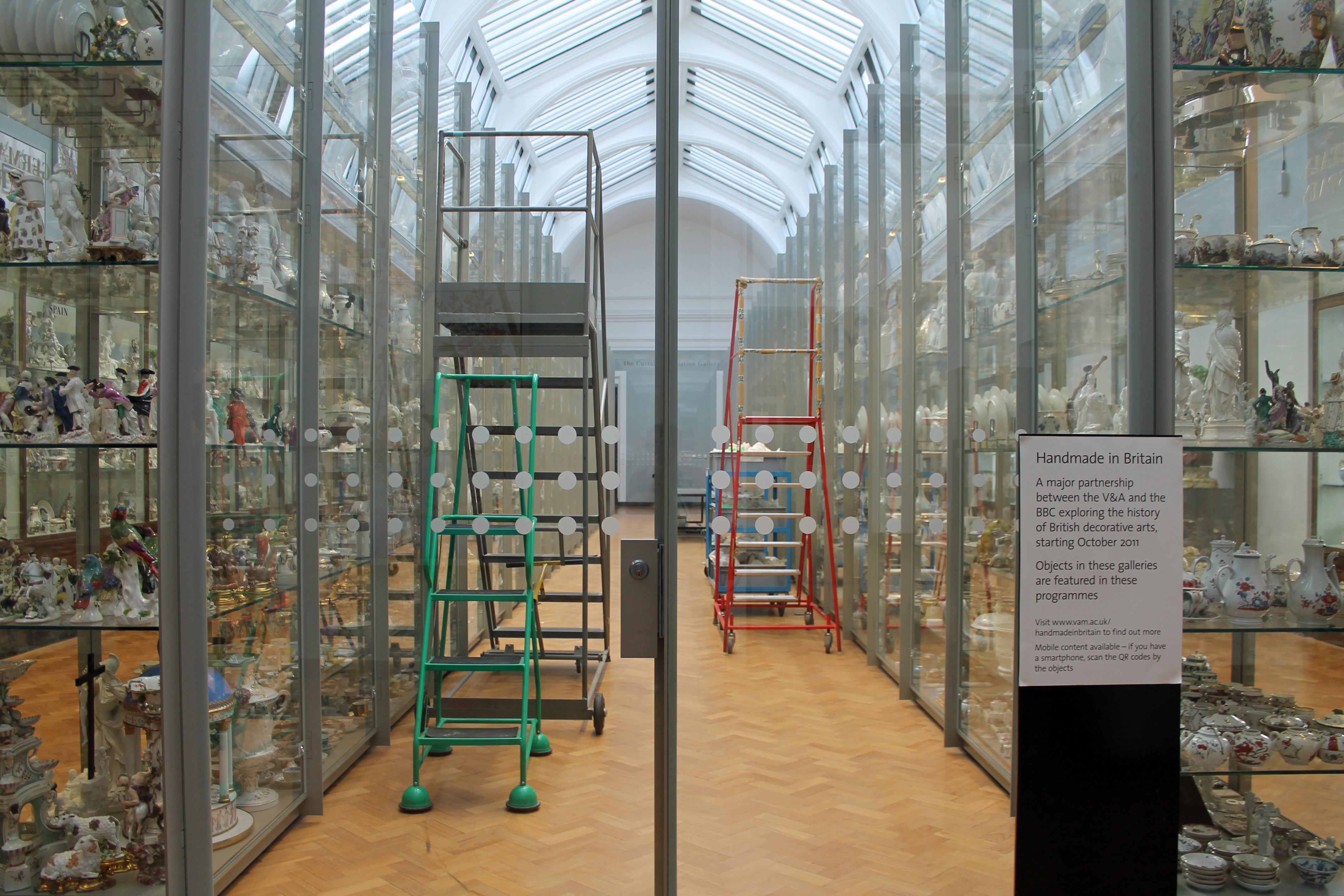
Exemplarische Aufbewahrung von Kunst- und Kulturgut am Victoria & Albert Museum

Präventive Konservierung ist ein Feld innerhalb der Konservierung und Restaurierung von Kunst- und Kulturerbe. Maßnahmen der Präventiven Konservierung greifen nicht direkt in die Materialität des Objekts ein, sondern betreffen dessen Umfeld. Durch ein kontrolliertes Umfeld sollen Schadensfaktoren minimiert und der Verfall der Objekte weitestgehend vermieden werden.

## Geschichte
Der Begriff Präventive Konservierung wurde das erste Mal Anfang der 1970er Jahre verwendet, das Prinzip gibt es allerdings schon seit der Antike. Schon 80 v. Chr. bemerkte der römische Architekt und Ingenieur Vitruv die Auswirkungen von Umwelteinflüssen.
Einen Schub erhielt die Forschung zur Präventiven Konservierung allerdings insbesondere Mitte des 19. Jahrhunderts. In London bewirkte besonders der Einfluss des Smogs in der Stadt und der Einzug von künstlicher Beleuchtung neue Diskussionen. In Berlin stellte man bei dem neugebauten Königlichen Museum (heute: Altes Museum) zunächst durch Trockenheit bedingte Blasen und Sprünge an Gemälden fest, dann durch Feuchtigkeit bedingte Trübungen des Firnis. Die meist auf Kohle- oder Holzöfen basierenden Heizsysteme brachten zusätzliche Probleme, sodass Kommissionen gebildet und neue Technologien zur Klimatisierung ausprobiert wurden.
Neue Impulse wurden in Berlin dann auch von Seiten des neu gegründeten Chemischen Laboratoriums der Königlichen Museen geliefert, wo Friedrich Rathgen die erste „Klimavitrine“ entwickelte, die Kunst- und Kulturobjekte durch Abschluss von Luft vor dem Verfall schützen sollte.
Tendenzen, Kunst- und Kulturgüter vor äußeren Einflüssen zu schützen, wurde im 20. Jahrhundert auch besonders durch die beiden Weltkriege beeinflusst. Nachdem während und nach dem Ersten Weltkrieg viele Verluste durch schlechte Lagerung festgestellt werden mussten, wurde die Auslagerung von Kunstwerken im Zweiten Weltkrieg besser vorbereitet. In entsprechenden Handbüchern wurde nicht nur auf den Schutz vor Sprengwirkungen, Brand, Diebstahl, Vandalismus und Sabotagehandlungen eingegangen, sondern auch der Stellenwert von klimatischen Bedingungen und Schadstoffemissionen beleuchtet.

## Schadensfaktoren
Diverse Einflüsse können als Schadensfaktoren auf ein Objekt wirken. In der Literatur taucht oft die Benennung von zehn Schadensfaktoren auf: Physikalische Kräfte, Diebstahl und Vandalismus, Feuer, Wasser, Biologischer Befall, Schadstoffe, Licht, Temperatur, Relative Luftfeuchtigkeit, Dissoziation. Im Folgenden wird auf einen Teil dieser Faktoren genauer eingegangen.
Zur Evaluierung des Einflusses von Schadensfaktoren auf Kunst- und Kulturobjekte in der Praxis ist eine Risikoanalyse bzw. -bewertung sinnvoll. Darauf basierend können Maßnahmen ergriffen und dementsprechend Schadensfaktoren minimiert werden (Risikomanagement).

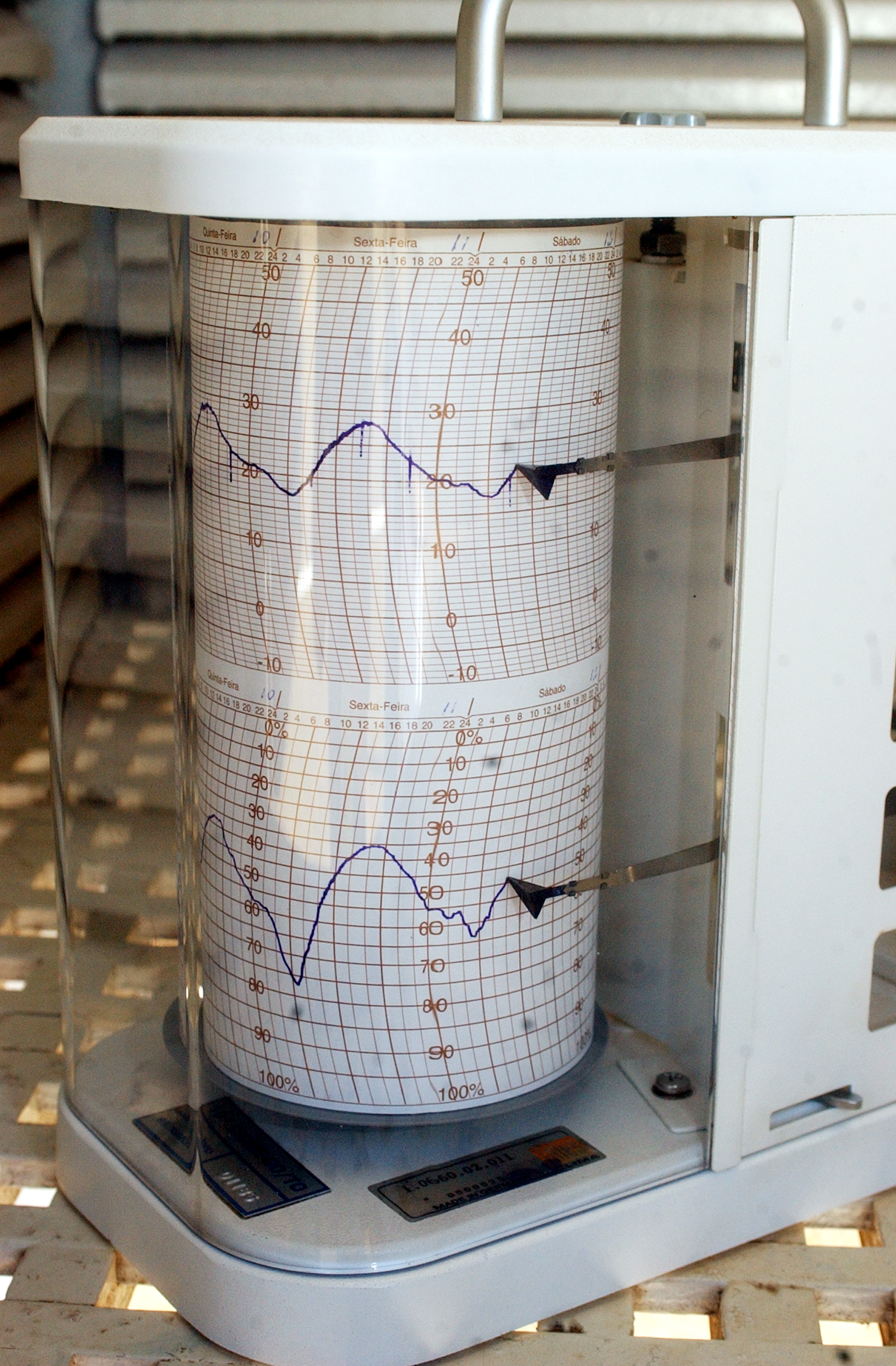
Ein Thermohygrograph misst die Temperatur und relative Luftfeuchtigkeit.

### Klima
Temperatur und relative Luftfeuchtigkeit können sich erheblich auf ein Materialgefüge auswirken. Unterschiedliche Materialien reagieren zwar unterschiedlich auf bestimmte Klimata, aber im Allgemeinen sind es Extremwerte, aber auch starke Schwankungen, die Schäden am Objekt hervorrufen können.
Hohe Temperaturen beschleunigen natürliche Degradationsmechanismen, beispielsweise können Farbschichten spröde werden oder Kunststoffe erweichen. Dazu ziehen viele materialzerstörende Insekten und Mikroorganismen warme Temperaturen vor. Wenn Stoffe ihren Aggregatszustand verändern, bedeutet dies auch Dimensionsveränderungen im Materialgefüge. In der Praxis bedeutet dies insbesondere, dass auch besonders niedrige Temperaturen unter 4 °C problematisch sein können, da hierbei Wasser und damit auch die Luftfeuchtigkeit im Gefüge anfängt ihren Aggregatzustand zu verändern. Beispielsweise Objekte aus Holz können dann Spannungsrisse bilden.
Aber auch Extremwerte der relativen Feuchtigkeit sind bei den meisten Materialien zu vermeiden. Insbesondere hohe Luftfeuchtigkeiten können Materialdegradation (z. B. Korrosion bei Metall, Hydrolyse bei Cellulose) und Schimmelbildung begünstigen. Bei niedrigen Luftfeuchtigkeiten dagegen können organische Materialien verspröden.
Insbesondere organische, hygroskopische Materialien wie Holz oder Papier reagieren auch auf Schwankungen der relativen Luftfeuchtigkeit mit einem entsprechenden Quell- und Schwindverhalten. Bei Objekten, die aus einer Kombination von verschiedenen Materialien bestehen, ist dies problematisch, da an den Verbindungen die Bewegungen blockiert, oder nicht ausreichend ausgeglichen werden können. Das Resultat können mechanische Schäden wie Deformationen oder Risse sein. Durch Änderungen der Feuchtigkeit induzierte Bewegungen sind dazu nur innerhalb eines gewissen Bereichs reversibel. Da sich Luftfeuchtigkeit in Abhängigkeit der Temperatur verhält, gilt es auch Schwankungen der Temperatur zu vermeiden.

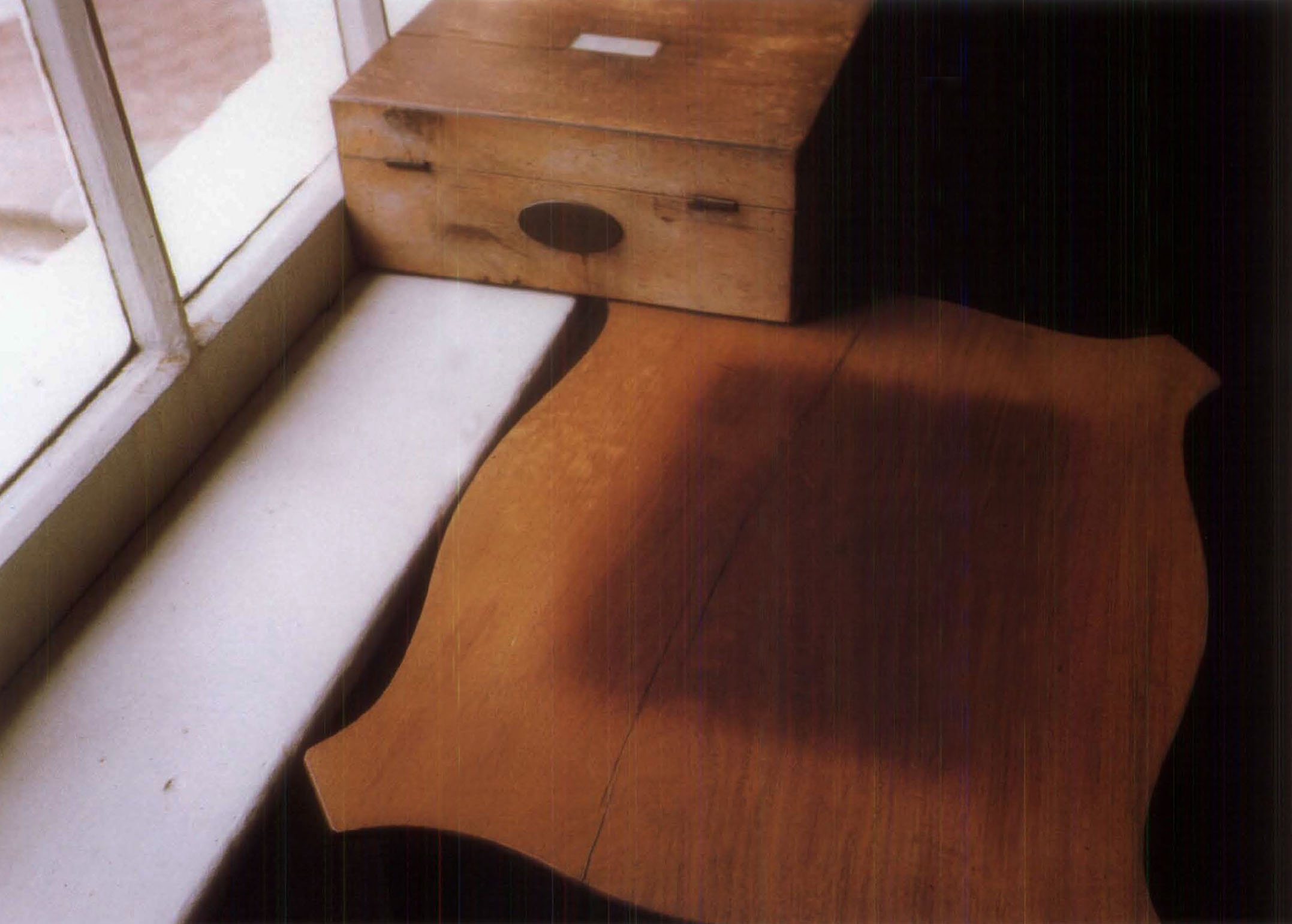
Durch Lichteinstrahlung ist die Oberfläche des Holzmöbels ausgeblichen.

### Licht
Licht liefert als elektromagnetische Strahlung Energie, die von Oberflächen absorbiert wird, und hier chemische Veränderungen auslösen kann. Solche Lichtschäden können sich zum Beispiel in einem Verlust von Farbe und Festigkeit eines Materials äußern. Diese Schäden sind kumulativ und irreversibel. Dabei ist sowohl sichtbares Licht wie auch UV-Strahlung von Bedeutung, wobei die Energie und damit das Potenzial für Lichtschäden mit steigender Wellenlänge abnimmt. Das bedeutet, dass der kurzwellige UV-A Anteil im Licht höheres Schadenspotenzial hat, als die langwelligeren gelbgrünen Anteile.

### Schadstoffe
Schadstoffe können in verschiedenster Form im Kontext von Kunst- und Kulturgut auftreten und ein Schadenspotenzial für Objekte und die Personen, die in Kontakt mit diesen kommen, darstellen.
VOCs – flüchtige organische Verbindungen – können durch verwendete Baumaterialien, aber auch durch Kunst- und Kulturobjekte selbst, in die Raumluft abgegeben werden. Unter Umständen haben diese das Potenzial mit Materialien zu reagieren und hier Schäden auszulösen. Insbesondere organische Säuren, Aldehyde und Peroxide stellen ein Risiko dar. Besonders Metallobjekte sind anfällig für Korrosionen, bspw. sind Silberobjekte besonders empfindlich gegenüber schwefelhaltigen Verbindungen und laufen dunkel an.
Staub ist hygroskopisch, besteht oft aus organischen Bestandteilen und bietet damit einen guten Nährboden für die Aktivität von Mikroorganismen. Je nach dessen Inhaltsstoffen kann er auch selbst mit Materialoberflächen reagieren bzw. sich an dieser festhaften. Wenn Partikel scharfkantig sind, können bei der Entstaubung auch Schäden in Form von Mikrokratzern entstehen.

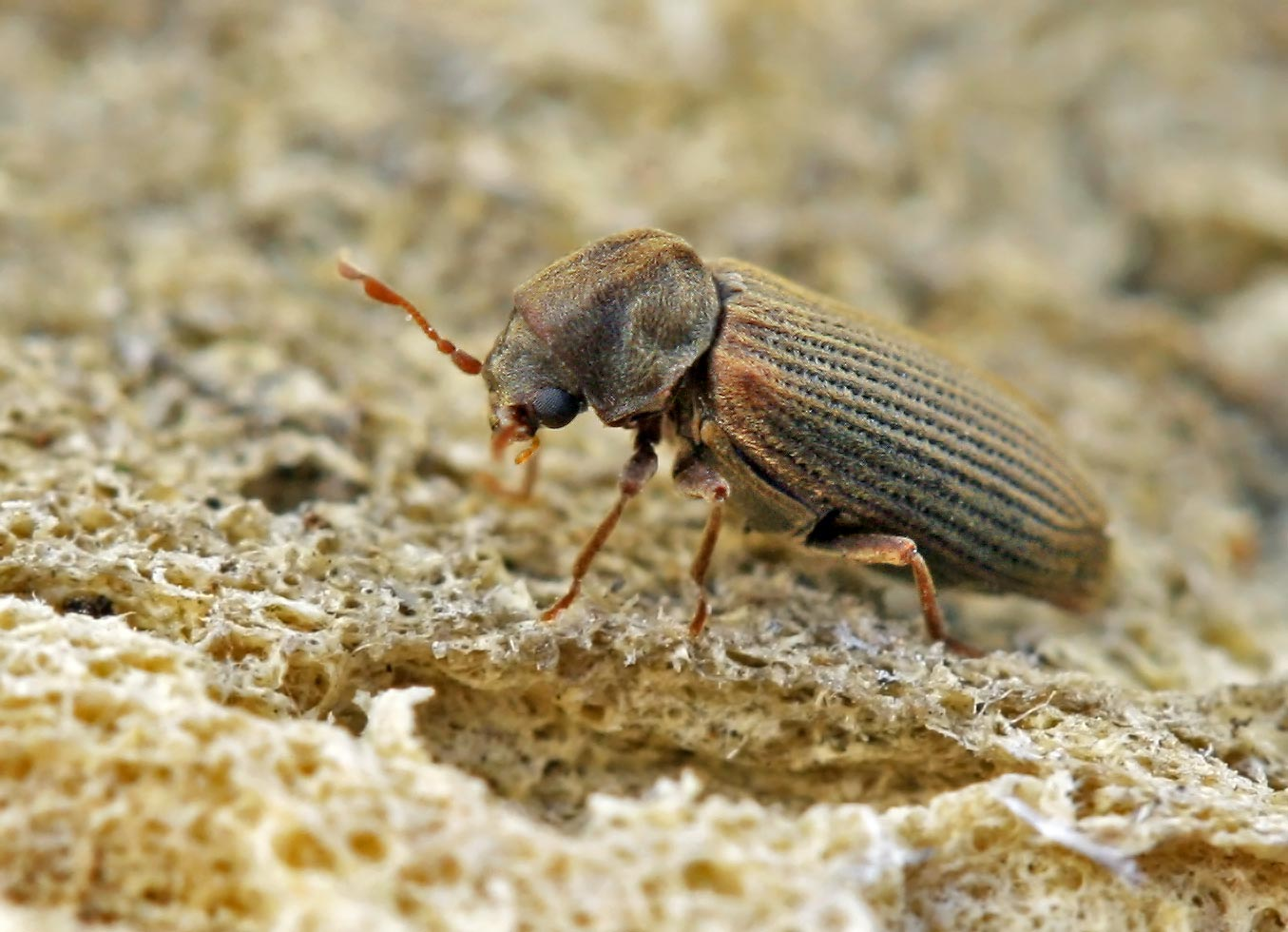
Der Gemeine Nagekäfer (Anobium punctatum) ist einer der in Deutschland besonders häufig anzutreffenden Holzzerstörer.

### Materialzerstörende Organismen
Bei materialzerstörenden Organismen, die in der Präventiven Konservierung von Bedeutung sind, handelt es sich hauptsächlich – wenn auch nicht ausschließlich – um Schadinsekten und Schimmelpilze. Dabei sind es besonders Objekte aus organischen Materialien, die durch Biodeterioration zersetzt werden können.
Schadinsekten lassen sich auf verschiedene Weisen klassifizieren, wobei hier die Unterscheidung nach dem zu zersetzendem Material von besonderem Interesse ist. Innerhalb der Gruppe der Nagekäfer gibt es verschiedene Materialzerstörer und auch den in Europa stark verbreiteten Holzzerstörer: den Gemeinen Nagekäfer (Anobium punctatum), auch Holzwurm genannt. Dazu verbreitet sich in europäischen Sammlungen aber auch in Privathaushalten immer mehr das Papierfischchen, welches sich von Cellulose ernährt und damit relevant als Schädling von Papierobjekten ist. Darüber hinaus gibt es noch viele weitere Arten von Schadinsekten in Sammlungen anzutreffen, z. B. die Kleidermotte, welche sich von Keratin ernährt und daher potenziell in Kostümsammlungen vorkommen kann.
Kunst- und Kulturobjekte aus organischem Material können allerdings auch durch Schimmelpilze zersetzt werden. Dieser Mechanismus wird insbesondere durch eine Zersetzung der Materialien zur Verwertung als Nährstoff bedingt, aber auch durch ausgeschiedene Stoffwechselprodukte und physikalische Schäden durch das Pilzmyzel. Das Wachstum von Schimmelpilzen ist ebenfalls von den klimatischen Bedingungen abhängig, mit zunehmender Feuchtigkeit steigt die Wahrscheinlichkeit von Schimmelpilzaktivität.

## Sammlungspflege
In der Lagerung und Ausstellung von Kunst- und Kulturgut findet das Prinzip der Präventiven Konservierung zahlreiche Anwendungen.

### Räumlichkeiten

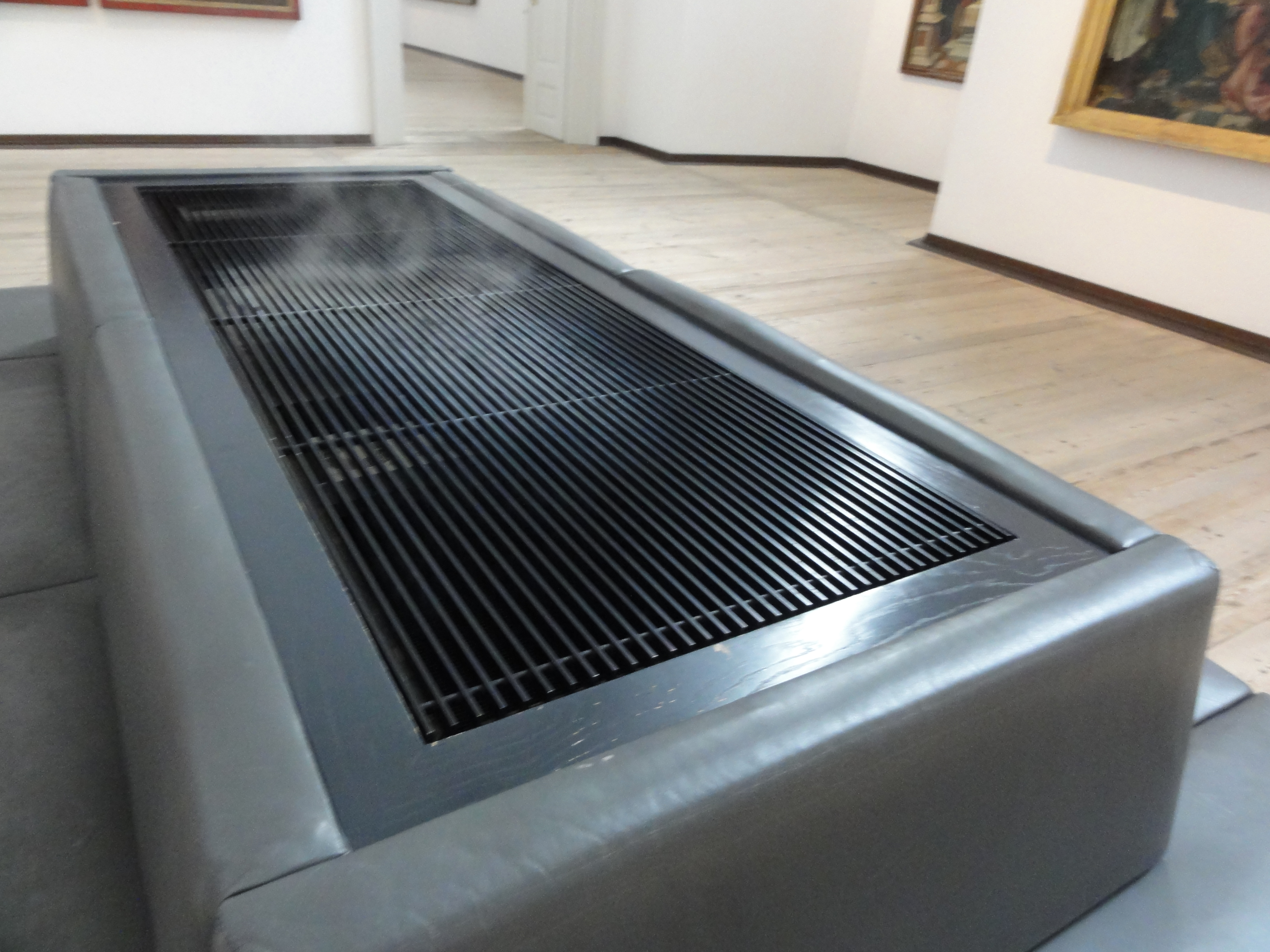
Luftbefeuchtung in einem Ausstellungsraum im Schaezlerpalais Augsburg

Basierend auf den Risiken, die von unkontrollierten Klimawerten ausgehen, haben sich in Museen und Archiven bestimmte Sollwerte durchgesetzt, von denen nur möglichst wenig abgewichen werden soll (20 °C, 50 % rel. Luftfeuchte). Dem entgegengesetzt wird von Experten der Präventiven Konservierung schon seit längerem empfohlen, sich nicht auf eine Vollklimatisierung mit fixen Sollwerten zu verlassen, sondern eher gleitende Klimawerte in einem breiteren Klimakorridor anzustreben, mit wenigen Kurzzeitschwankungen. Hier sind z. B. Empfehlungen wie der ASHRAE-Standard für Museen und Archive, die DIN EN 15757, oder die Environmental Guidelines vom IIC (International Institute for Conservation of Historic and Artistic Works) und ICOM-CC zu nennen. Bei letzterem wird auch besonders der hohe Energieverbrauch durch Klimatisierungen einbezogen. Diese, verbunden mit der Energiekrise 2021/22, waren auch der Auslöser für die Empfehlungen, die im Oktober 2022 durch den Deutschen Museumsbund herausgegeben wurden, und ebenfalls einen breiter gefassten Klimakorridor beinhalten.
Klima-Richtwerte sollten allerdings auch grundsätzlich situationsbezogen aufgegriffen werden. Unterschiedliche Materialien erfordern unterschiedliche Klimabedingungen. Auch die Herkunft eines Objekts kann diese beeinflussen. Weitere Faktoren können eine zusätzliche Nutzung von Räumlichkeiten – insbesondere durch Personen, oder die durch die Gebäudehülle gelieferten Gegebenheiten sein.
Bei dem Schadensfaktor Licht sind die verschiedenen Wellenlängen und ihr unterschiedlich starkes Schadenspotenzial zu beachten. Besonders lichtempfindliche Materialien – wie Papier oder Textilien – werden durch fast die gesamte Bandbreite des sichtbaren Lichts geschädigt, sodass sich Lichtschäden eigentlich nur in komplett dunkler Aufbewahrung vermeiden lassen. Während der Ausstellung von Objekten aus diesen Materialien sollte die Lichtintensität und -dauer reduziert werden, um die Akkumulation von Schäden zu verlangsamen. Energiereiche UV-Strahlung hat allerdings das Potenzial eine sehr große Bandbreite an Materialien zu schädigen. Da dieser Bereich des sichtbaren Lichts für die Wahrnehmung nicht von Bedeutung ist, können UV-Filter eingesetzt werden. Diese finden insbesondere an Verglasungen (Vitrinen, Rahmen oder Fenstern) Anwendung.
Verglasungen an Objekten – sowohl in Form von Vitrinen, als auch an Gemälden – bieten auch einen gewissen Schutz vor (un-)willkürlichen Einwirkungen von Personen und Schadstoffen und können als Puffer gegen klimatische Schwankungen wirken. Bei jeglichen Materialien, die im Umfeld von Objekten für Ausstellungstechnik etc. verwendet werden, sollte allerdings weitestgehend ausgeschlossen werden können, dass diese Schadstoffe ausdünsten, die einen Schaden am Objekt auslösen könnten. Aktive Methoden zur Reduktion von Schadstoffen können der Einsatz von Schadstoffabsorbern (z. B. basierend auf Aktivkohle), eine regelmäßige Reinigung der Räume und Objektoberflächen oder der Einsatz von Luftreinigungssystemen sein.

### Monitoring und Dokumentation
Zur Bestimmung, Einordnung und Nachverfolgung sollten Klimawerte (Temperatur und rel. Luftfeuchte) und Lichtintensität (Lux-Wert) regelmäßig mit den entsprechenden Geräten gemessen werden. So können entsprechende Maßnahmen getroffen werden, um Schadensfaktoren zu reduzieren. Eine Aktivität von Schadinsekten kann durch ein Integrated-Pest-Management (IPM) ermittelt werden, wobei ein Befall unter anderem mithilfe von Fallen ermittelt wird.
Aber auch das Monitoring und die Dokumentation von Kunst- und Kulturgut selbst spielt eine große Rolle innerhalb der Präventiven Konservierung. Wenn Erhaltungszustände regelmäßig festgehalten und Schadensphänomene untersucht werden, können frühzeitig Schadensfaktoren benannt und eliminiert werden. Durch allgemeine Sammeln von Informationen z. B. mithilfe einer Datenbank kann eine korrekte, objektspezifische Behandlung gewährleistet werden.

### Verpackung und Transport

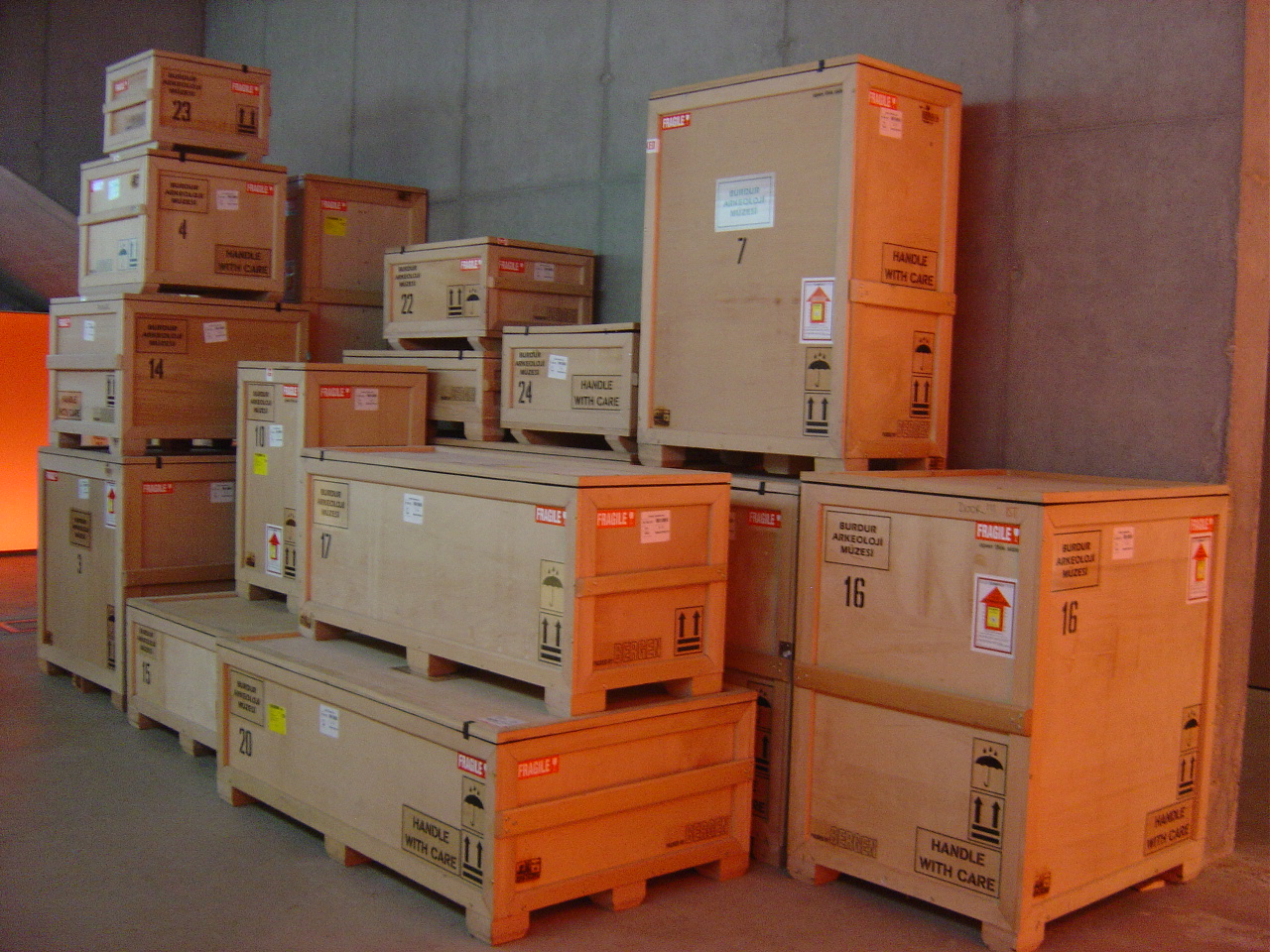
Mehrere Kisten für Kunsttransporte

Da Transporte immer mit Schwankungen der Klimawerten und mit Vibration des Objekts verbunden sind, ist es von Vorteil wenn Transporte auf ein Minimum reduziert werden. Im Falle eines Transports sollte das Objekt so eingepackt werden, dass dieses weitestgehend keinen Vibrationen ausgesetzt ist und ein möglichst stabiles Klima gewährleistet ist. Dazu muss die Sicherheit vor Diebstahl gewährleistet werden. Verpackungsmaterialien, die zu jeder Zeit am Objekt eingesetzt werden, sollten keine Schadstoffe ausdünsten. Eine Planung, Begleitung und Durchführung des Transports durch entsprechende Fachleute ist zu empfehlen. Um einen Eintrag von Schädlingen zu vermeiden sind unter Umständen Schleusen bzw. Quarantänebereiche sinnvoll, in denen Objekte unter Beobachtung sind und von eventuell kontaminierten Verpackungsmaterialien getrennt werden können. Sollte ein Schädlingsbefall festgestellt werden, kann zum Beispiel eine Begasung mit Stickstoff angewandt werden, um den Befall abzutöten. Diverse andere Maßnahmen können in Betracht gezogen werden, müssen aber auf ihre Schädlichkeit sowohl für Kunst- und Kulturgut, wie für den Menschen evaluiert werden.

### Reproduktionen und Digitalisierung

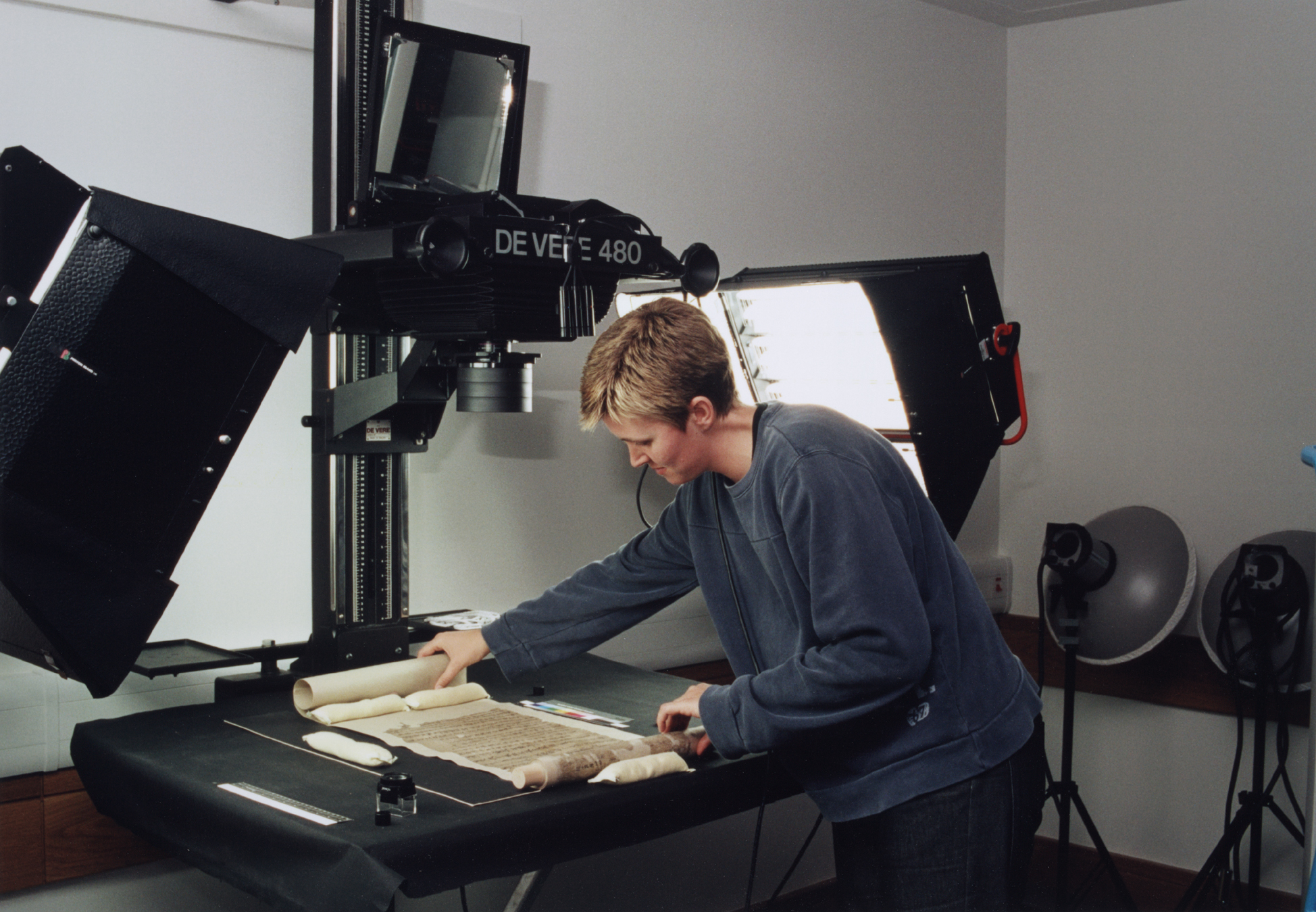
Digitalisierung eines Manuskripts aus Dunhuang in der British Library

In bestimmten Fällen ist es überhaupt nicht möglich, ein Objekt in seiner ursprünglichen Materialität auszustellen. Das gilt zum Beispiel für extrem lichtempfindliche Objekte aus Papier etc., bei welchen es dann sinnvoll sein kann, ein Faksimile anzufertigen und auszustellen. Es ist allerdings auch möglich, dass es für die Rezeption des Objekts zwingend notwendig ist, dass es in einem Umfeld mit erheblichen Schadensfaktoren ausgestellt wird – z. B. bei Kunst im öffentlichem Raum. In diesem Fall kann auch die Anfertigung und Ausstellung einer Replik eine Maßnahme der präventiven Konservierung sein.
Das Abspielen von Medienkunstwerken ist dagegen oft von einer Technik abhängig, die mittlerweile obsolet ist, oder es in wenigen Jahren sein wird. Damit diese in Zukunft weiterhin abspielbar und erfahrbar sein können, ist es notwendig, dass einerseits historische Abspielgeräte als Ersatz gesichert werden, aber auch, dass – insbesondere analoge Datenträger – auf ein neueres Medium überspielt bzw. digitalisiert werden. Auch bei Archivgut, dass zur Forschung einsehbar sein sollte, kann die Digitalisierung in Form von Scans eine Methode zum Schutz des Originals sein.